# Synagelides longus
Synagelides longus là một loài nhện trong họ Salticidae.
Loài này thuộc chi Synagelides. Synagelides longus được Da-xiang Song & Jian-yuan Chai miêu tả năm 1992.